# Логор Адил Бешић
Логор Адил Бешић је био логор за Србе, смјештен у касарни бивше Југословенске народне армије (ЈНА) „27. јули“ /“Адил Бешић“ у Бихаћу. Налазио се изнад стадиона Фудбалског клуба Јединство Бихаћ у близини бихаћког аеродрома. Касарна је служила као логор, али и сабирни центар за заробљене припаднике Војске Републике Српске (ВРС), Министарства унутрашњих послова Републике Српске (МУП РС), Војске Републике Српске Крајине (ВРСК) и цивиле у периоду од 1994—1996. године.

## Функционисање логора
Заробљеници су затварани у складиште, подрумске просторије, лимени хангар, посебну просторију звану притвор, вешерај (према свједочењима заробљених лица за заробљенике су се користиле четири просторије: три мање у које је затварано по 10—15 лица и једна већа у којој је затворено 30 лица. У овај логор су довођени и заробљеници из других мјеста заточења, поготово из осталих мјеста заточења са подручја г/о Бихаћ, као и послије освајања мјеста/општина Сански мост, Босанска Крупа, Босански Петровац те дијелова општине Цазин од стране АрБиХ у септембру и октобру 1995. године. Логор је био под контролом Армије Босне и Херцеговине (АБиХ). Управник је био Ђулић Елвир-„Ђук“ до 10. октобра 1995. године, а његов замјеник је био Кауковић Хусеин-Каук. Од 10. октобра 1995. године управник је био Спасић/Спахић, а његов замјеник био је чувар Хркић. Од 1. јануара. 1996. године до распуштања логора (27. јануара.1996. године) управник притвора је био извјесни Муниб, а управник затвора и сабирног центра био је извјесни поручник Миле, Србин по националности, док су чувари били млада војска, 1976. годиште. Различити извори података (најчешће су у питању одређени спискови) говоре о различитом броју затворених лица српске националности у овом логору. Касарна је функционисала као логор до 27. јануара 1996. године, дакле више од два мјесеца након потписивања Дејтонског мировног споразума .

## Поступање према заробљеницима
Према заробљеним лицима је поступано нечовјечно, окрутно и у супротности са свим међународним конвенцијама о ратним заробљеницима, поготово према заробљеницима који су имали војне чинове или су били у минобацачким јединицама. Методе злостављања у овом логору су биле сличне као и у осталим логорима, мада је било и метода карактеристичних само за овај логор. У суровости у поступању према заробљеницима истицали су се : Будиновић Осман-Шатирани, Кауковић Хусеин-Каук, иследник Комић Кемал, иследник Липовача Кемал, иследник Мујановић Исмет, Мустафић Емир, иследник Самарџија Љубиша, војни полицајац Талић Иран-„Аркан“, Хаџић Хајро-Словенац, стражар Хергић Бесим, командант страже Хоџић Осман, војни полицајац Будимлић-Рошасти, помоћник замјеника команданта логора Асмир-„Ацо“, извјесна Асима, неки припадници Хрватског вијећа одбране (ХВО) и други. Неки заробљеници свједоче да су их злостављали и Хркић Емир и Хркић Златко, војни полицајац. Наређења за малтретирање заробљеника је издавао официр безбједности АБиХ Ружнић Адил, који је већину заробљеника лично испитивао и пријетио им. Логор су посјећивали генерали АБиХ Делић Расим (заробљеници би били постројени, а он би их вербално понижавао и вријеђао) и Дудаковић Атиф, који је понекад и испитивао заробљенике, нарочито официре. Послије изласка из логора заробљеници су имали трајне физичке и психичке посљедице и сви су били видно омршавјели (неки и до 50 килограма). Од посљедица тортуре у логору нека лица су умрла за вријеме свог тамновања, а неки и по изласку из логора, док су неки заробљеници убијани у логору.